# 全国部落解放運動連合会
全国部落解放運動連合会（ぜんこくぶらくかいほううんどうれんごうかい）はかつて存在した同和団体。略称は全解連。部落解放同盟正常化全国連絡会議（略称：正常化連）を前身とする。機関紙は「解放の道」。

## 概要
1960年代後半、部落解放同盟では、同対審答申の評価や矢田事件における木下挨拶状への評価などを巡り、朝田善之助を中心とする中央本部の方針に従わない支部や同盟員（そのほとんどは共産党員もしくは同党の同調者）は、一旦は同盟中央の方針に同調したものの、共産党から差別ではないとの指導がなされると態度を翻し、同盟内の他の潮流と対立、除名や無期限権利停止などの統制処分がされた。同盟支部の幹部が処分を受け、その結果として幹部を失った支部については、同盟中央の方針を支持する支部の再建が図られた。この結果、大阪府、京都府、岡山県、山口県など、共産党員が支部や県連の幹部となっていた解放同盟の一部組織が1970年6月、事実上部落解放同盟とは別組織となる部落解放同盟正常化全国連絡会議（正常化連）を結成した。正常化連には、当時の部落解放同盟組織人員の3分の1にあたる1万3,000人が結集した。
正常化連の幹部はほとんどが共産党員であり部落解放同盟をはじめ外部の観察者は「正常化連は共産党が作った組織」と見るのが一般的であるが、正常化連はこの見解を否定する。すなわち、正常化連は共産党と協力関係にあるに過ぎず、組織内には自民党員も存在するという。また、自民党以外であればいかなる政党との協力も拒まないこと、特に社会党に対しては共産党とともに革新政党の中軸として協力を呼びかけているが、委員長成田知巳の名で回答をもらったことはないとも述べている。社会党は、部落解放同盟を、部落民を代表する唯一の団体と認め、自民党の同和会や共産党の正常化連を認めない方針を採っていた。
自民党系の同和団体である全日本同和会に対しては、同和会から分裂攻撃を仕掛けられた場合には断固として反撃するものの、保守政党の影響下にあるという理由で一律に排除することはなく、同和行政上の問題で要求や意見が一致すれば共同行動をとることもある。
機関紙『解放の道』を月2回発行。この機関紙の売上の他、都府県連からの分担金、集会や出版などの事業収入、カンパ、自治体からの補助金などで組織を運営していた。
1976年、この正常化連を改組する形で全国部落解放運動連合会が結成された。1976年当時、5万6,000人の会員がおり、2万人の機関紙読者がいた。
部落解放同盟、全日本同和会（全国自由同和会が結成された後は、そちらが取って代わる）と並び、同和問題の主要三団体と呼ばれ、政府の交渉対象団体として認知されていた。
正常化連として活動していた時期には、「アメリカ帝国主義に従属する日本の独占資本は、日本の民主化をくいとめる反動的意図のもとに部落に対する差別を利用している。それゆえ現在では独占資本とその政治的代弁者こそ部落を差別し圧迫する元凶である」と規定する、統一時代からの部落解放同盟綱領の立場を一貫して維持し、「この基本的立場は、わたしたちが正常化連を全解連へ改組、発展させた今日でもかわらない」と主張していたが、実際には日本共産党が国民的融合論を提起して党の方針とし、部落問題に携わっていた正常化連や部落問題研究所の党員に対して党の方針に従うよう強い指導が行われた後には、その見解を一転させ、「今日、部落差別の問題は、『拡大再生産』されているのではなく、解決への過程にはいっている」、「部落問題が解決の時代へはいったとはいえ、多くの差別があり、とくに日常生活や結婚、就職、生活環境のうえで、部落住民の基本的人権を侵害する問題がおこっていることも事実である」との立場を取る。この方針転換は、従来の方針をなんの説明もなく百八十度転換したものだったため、正常化連から全解連への改組にあたっては、この方針転換に戸惑った会員も存在し、組織内に一定の混乱が生じた。
部落解放同盟に対しては“「部落排外主義的」である”と激しい批判を展開した。そして、全解連が差別と認定した事象に対し、民主的な説得活動で部落内外の住民の相互理解と連帯を深めていこうと努力し、1977年の段階で既に解放同盟の行う糾弾を否定していたが、実際には全解連が差別と認定した事象に関しては激しい糾弾を行うことも多かった。その後、1980年代に“糾弾に教育的効果なし”とする正式の決議を出す。
所得税・地方税の七項目の確認事項に基づく同和控除や、地方公共料金における同和減免に反対するとともに、同和事業の農業機械を部落内外の農民に共同管理させたり、地方公共料金の減免措置を収入や生活状態に基づいて部落外の一般市民にも適用したりする運動を進めていた。
また、解放同盟内で活動していた時期には、解放同盟による「窓口一本化」を提唱し、その正当性を強く主張していたが、分裂後は一転して厳しく批判する立場に転換した。どのような経緯で解放同盟による窓口一本化という方式が一部自治体で行われていたのか、については一切触れず、かつて自分たちが窓口一本化を正しい方針としていたことについての自己批判もなされていない。また、自分たちの勢力が優勢だった部落では、自身が窓口一本化を請け負い、他団体に率先して門戸を開こうとはしなかった。
2004年4月3日に“部落問題は基本的に解決した”とし運動終結を宣言して事実上解散し、東京で翌4月4日に発足した全国地域人権運動総連合（全国人権連）に「発展的に転換」（改組）した。

## カギカッコ表記
敵対する立場の部落解放同盟は、『解放新聞』等の紙面でカギカッコつきの「全解連」という表記を採用している。同じく、全解連は部落解放同盟を「解同」と表記している。いずれも「自称全国部落解放運動連合会」「自称部落解放同盟」という意味合いで、相手の存在自体を認めない含意がある。